# La Ferrière-Bochard
La Ferrière-Bochard – miejscowość i gmina we Francji, w regionie Normandia, w departamencie Orne.
Według danych na rok 1990 gminę zamieszkiwały 572 osoby, a gęstość zaludnienia wynosiła 53 osoby/km² (wśród 1815 gmin Dolnej Normandii La Ferrière-Bochard plasuje się na 392. miejscu pod względem liczby ludności, natomiast pod względem powierzchni na miejscu 454.).